# Amevefas
La Asociación de Médicos Veterinarios de Fauna Silvestre de Chile (AMEVEFAS) es una asociación gremial chilena del ámbito científico que reúne a los médicos veterinarios del país dedicados a la fauna silvestre.
Fundada en 2002, su objetivo es promover la racionalización, desarrollo y protección de la actividad común de sus asociados, cual es promover la salud y bienestar de los animales silvestres, así como apoyar la conservación de la biodiversidad y el manejo sustentable de la fauna, fomentar la investigación y educación en fauna silvestre y estimular y divulgar el desarrollo de esta especialidad en el marco de la medicina veterinaria.
Para lograrlo, la Asociación
- Promueve la capacitación de estudiantes de Medicina Veterinaria y carreras afines mediante talleres y cursos.
- Vela por el progreso y desarrollo profesional de sus asociados mediante la organización de cursos, simposios y congresos.
- Promueve, patrocina o auspicia actividades vinculadas al manejo, conservación e investigación de fauna silvestre.
- Informa a las autoridades y la comunidad sobre los problemas y necesidades en relación con los objetivos que la Asociación persigue.
- Proporciona apoyo técnico profesional para autoridades, entidades privadas y organizaciones afines a AMEVEFAS.

## Comités
Actualmente, la Asociación cuenta con tres comités activos
- Comité de Emergencias en Fauna Silvestre
- Comité de Varamientos y Mortalidades Masivas
- Comité de Rehabilitación de Fauna Silvestre